# Harry Oster
Harry Oster (* 12. April 1923 in Cambridge (Massachusetts); † 19. Januar 2001 in Iowa City, Iowa) war ein US-amerikanischer Musikethnologe, dessen Anliegen die Erhaltung der überlieferten Musik und Erzählungen der Südstaaten war.
Oster veröffentlichte zahlreiche Artikel über traditionelle Musikstile wie Cajun, Folk und Blues, sowie die Standardwerke Living Country Blues (1969) und Dictionary of American Folklore (2000).
Er gründete 1957 das Plattenlabel Louisiana Folklore Society (1960 umbenannt in Folk Lyric Records), auf dem er Folk-, Blues- und Gospelstücke vor dem Vergessen bewahrte. Zu seinen bekanntesten Entdeckungen gehört Robert Pete Williams, dessen Freilassung aus dem Gefängnis er vorantrieb.
Daneben initiierte Oster das jährliche Folk-Festival Old Fiddlers Picnic und die Vereinigung der Freunde traditioneller Musik in Iowa (Iowa Friends of Old-Time Music).
Harry Oster starb 2001 an Krebs.